# Jamboree mondial de 1983
Le jamboree mondial de 1983, est le quinzième jamboree scout. Il s'est tenu à Kananaskis Country dans l'Alberta au canada. Il a rassemblé plus de 14 000 scouts venus de 106 pays. C'est le deuxième jamboree au Canada.
Le Jamboree a pour devise "L'Esprit vivra" .

## L'organisation du camp
Ce Jamboree marque la clôture des célébrations du 75e anniversaire du Mouvement scout et du 125e anniversaire de la naissance de son fondateur, Lord Baden-Powell. 